# Grey-Peaks-Nationalpark
Der Grey-Peaks-Nationalpark (englisch Grey Peaks National Park) ist ein etwa 11 Quadratkilometer großer Nationalpark in Queensland, Australien. Er ist Teil der Coastal Wet Tropics Important Bird Area.

## Lage
Der Park befindet sich in der Region North Queensland und schützt Teile des grünen Hinterlandes von Cairns und dem Mulgrave River Valley. Er liegt etwa 9 Kilometer nordöstlich von Gordonvale und 15 Kilometer südöstlich von Cairns.
In der Nachbarschaft liegen die Nationalparks Little Mulgrave, Dinden, Barron Gorge, Frankland Group und Fitzroy-Island.

## Flora
Das Mosaik aus tropischem Regenwald- und Hartlaubvegetation ist wegen des steilen, unzugänglichen Geländes nahezu vollständig von Rodung und Holzeinschlag verschont geblieben. Der Hartlaubwald wird dominiert von "Large-fruited Red Mahogany" (Eucalyptus pellita) und "Turpentine" (Syncarpia glomulifera) aus der Familie der Myrtengewächse.

## Einrichtungen und Zufahrt
Es gibt weder einen öffentlichen Zugang noch Besuchereinrichtungen im Park.